# Beerfurth
Beerfurth ist ein Ortsteil von Reichelsheim (Odenwald) im südhessischen Odenwaldkreis. Er entstand 1970 durch den Zusammenschluss der Gemeinden Kirch-Beerfurth und Pfaffen-Beerfurth.

## Geographie
Der Ortsteil liegt im Vorderen hessischen Odenwald im oberen Gersprenztal, ca. 11,5 km nordwestlich von Erbach und 2,5 Kilometer nordöstlich der Kerngemeinde Reichelsheims. Er umfasst die Gemarkungen Kirch-Beerfurth (316,6 Hektar) und Pfaffen-Beerfurth (186,6 Hektar).
In diesen Gemarkungen liegen die folgenden aktuellen bzw. historischen Siedlungsplätze:
- Burg Beerfurth[5]
- Wiesenmühle[6]

An den Ortsteil Beerfurth grenzen, vom Norden beginnend, im Uhrzeigersinn, die Gemeinde Fränkisch-Crumbach, die Reichesheimer Ortsteile Gersprenz, Ober-Kainsbach, Bockenrod und die Kerngemeinde. Durch den Ort führten die Bundesstraßen 38 und 47 die hier auf einer gemeinsamen Trasse verlaufen. Diese kommen in nördlicher Richtung aus Nieder-Kainsbach und verlaufen dann weiter in die Kerngemeinde Reichelsheim.

## Geschichte

### Namensherkunft
Der Ortsname setzt sich aus Beer von Eber und furth, einer Furt durch den Bach zusammen. Der Name steht demnach für eine Furt, durch die Schweine getrieben wurden. Sie war im Bereich der heutigen Brückenstraße. Der Ortsname entstand 1970 bei der Zusammenlegung der zwei benachbarten Dörfer gleichen Namensstammes.

### Ortsgeschichte
Das Dorf Kirch-Beerfurth wurde, soweit bekannt, erstmals urkundlich erwähnt im Jahre 1321 als Berenforte, später erschien auch die Variante Bernfurt. 1335 und 1336 kauften die Herren von Echter und Ungelaube vom Edelknecht Rudolf Kilian den Zehnten zu Beerfurth unter Bewilligung des Schenken Konrad von Erbach.
Östlich von Beerfurth befindet sich die Ruine des Beerfurther Schlösschens, das möglicherweise eine Vorgängeranlage des Schlosses Reichenberg war.
Vom 10. Oktober 1887 bis August 1964 war Beerfurth mit dem Bahnhof Kirch- und Pfaffenbeerfurth (Streckenkilometer 14,9) an die Eisenbahnlinie der Gersprenztalbahn angeschlossen.
Hessische Gebietsreform (1970–1977)
Im Zuge der Gebietsreform in Hessen fusionierten am 1. Dezember 1970 die Gemeinden Kirch-Beerfurth und Pfaffen-Beerfurth freiwillig zur neuen Gemeinde Beerfurth. Am 1. Februar 1971 wurden die Gemeinden Bockenrod und Gersprenz nach Beerfurth eingegliedert. Am 1. August 1972 wurde Beerfurth kraft Landesgesetz in die Gemeinde Reichelsheim eingegliedert. Beerfurth, Bockenrod und Gersprenz wurden dabei Ortsteile von Reichelsheim. Für Beerfurth, Bockenrod und Gersprenz, sowie für die meisten im Zuge der Gebietsreform nach Reichelsheim  eingegliederten Gemeinden, wurden Ortsbezirke gebildet.
Nach der Bildung der Gemeinde Beerfurth wurden am 31. Dezember 1970 976 Einwohner gezählt. Beim Zensus 2011 waren es 1086 Einwohner.

## Politik
Ortsbeirat
Für Beerfurth besteht ein Ortsbezirk (Gebiete der ehemaligen Gemeinde Beerfurth) mit Ortsbeirat und Ortsvorsteher, nach Maßgabe der §§ 81 und 82 HGO und des Kommunalwahlgesetzes in der jeweils gültigen Fassung gebildet. Der Ortsbeirat besteht aus sieben Mitgliedern. Bei den Kommunalwahlen in Hessen 2021 betrug die Wahlbeteiligung zum Ortsbeirat Rohrbach 53,22 %. Dabei wurden gewählt: zwei Mitglieder der SPD und fünf Mitglieder der Gemeinschaftsliste „CDU und Reichenbacher Wählergemeinschaft“ (CDU-RWG). Der Ortsbeirat wählte Dieter Gräber (CDU-RWG) zum Ortsvorsteher.

## Vereine
Im kulturellen Leben des Ortsteiles wirken folgende Vereine mit:
- DAC - Beerfurth (Der allerletzte Club)
- Frauchenchor Beerfurth
- Freiwillige Feuerwehr
- Gewerbeverein
- Kerbekomitee
- Kleintierzuchtverein
- Landfrauenverein
- MGV Eintracht 1854
- Schützenverein
- TSV 05 Beerfurth e. V.
- VdK Sozialverband Ortsgruppe Kirch-Beerfurth
- Münzquell e. V. - Verein für Live-Rollenspiel

## Wirtschaft und Infrastruktur
- ,Im Ort treffen sich die Bundesstraße 38, die Deutsche Fachwerkstraße, die Bundesstraße 47 und die Nibelungenstraße.
- In Beerfurther Betrieben werden Lebkuchen, Weihnachtsgebäck, Schokoladeprodukte (u. a. Osterhasen und Weihnachtsmänner), Fruchtsäfte und Apfelwein, sowie Schaukelpferde aus Holz produziert.

## Persönlichkeiten
- Alexander Kraell (1894–1964), geboren in Beerfurth, zuletzt Chef der Reichskriegsanwaltschaft